# Санма
Санма је једна од шест покрајина Вануатуа која се налази на северу државе. Заузима највеће острво државе - Еспириту Санто. 

## Порекно назива
Име покрајине Санма је натало од почетних слова главних острва (Еспириту) САНто и МАло.

## Популација
Покрајина Санма има 45.860 становника и површину од 4.250,5 km². Главни град провинције је Луганвил. Друга већа насеља су Шампагне Обала, Хог Харбур, Порт Орли и Асевах.

## Острва
| Острво         | Становништво | Површина (km²) |
| -------------- | ------------ | -------------- |
| Аесе           | 0            | /              |
| Аоре           | 556          | 58             |
| Араки          | 140          | 2,5            |
| Бокиса         | 56           | /              |
| Еспириту Санто | 39.606       | 4.010          |
| Мало           | 4.273        | 180            |
| Малокиликили   | 19           | /              |
| Мавеа          | 207          | /              |
| Тангоа         | 394          | /              |
| Татуба         | 609          | /              |
| Урелапа        | 0            | /              |
| Санма          | 45.860       | 4.250,5        |